# Anilobe
Anilobe est une commune rurale malgache située dans la partie de la région d'Atsimo-Atsinanana.

## Géographie
Anilobe est une commune rurale de sept quartiers dont Morarano, Miarinarivo, Morafeno II, Anilobe, Ambohimahasoa, Ambohimandroso, Vohimalaza[réf. nécessaire].